# Řád Daniela Haličského
Řád Daniela Haličského (ukrajinsky Орден Данила Галицького) je ukrajinské státní vyznamenání založené roku 2003. Udílen je občanům Ukrajiny za významný osobní přínos k rozvoji Ukrajiny, za služby Ukrajině a jejímu lidu.

## Historie a pravidla udílení
Řád byl založen ukrajinským parlamentem dne 20. února 2003 zákonem č. 580-IV O změnách zákona Ukrajiny O státní vyznamenáních Ukrajiny. Pojmenován byl po prvním a zároveň posledním haličsko-volyňském králi Danielu Romanovičovi Haličském. Udílen je příslušníkům ozbrojených sil Ukrajiny stejně jako státním úředníkům za významný osobní přínos při budování Ukrajiny a za svědomitou a bezchybnou službou ukrajinskému lidu. Může být udělen pouze občanům Ukrajiny. Nelze jej udělit jedné osobě vícekrát. Tento řád může být udělen i posmrtně. Heslem řádu je vlast a čest (Родина и честь).
Dne 24. dubna 2003 byla na základě dekretu prezidenta republiky pověřena Komise pro státní vyznamenání a heraldiku, aby do dvou měsíců zorganizovala vypracování návrhu na vzhled insignií nově založeného řádu. Návrh měli vypracovat přední odborníci v oblasti faleristiky. Dne 30. července 2003 byla dekretem prezidenta Ukrajiny Leonida Kučmy č. 769/2003 schválena listina s popisem insignií řádu. Poprvé byl řád udělen 22. srpna 2003 v souladu s dekretem prezidenta č. 876. Prvním příjemcem se stal předseda Státního výboru Ukrajiny pro záležitosti veteránů Sergej Vasiljevič Červonopiskij.

## Insignie
Řádový odznak je vyroben ze stříbra. Má tvar rovnostranného kříže s rozšířenými stranami, jejichž okraje jsou směrem dovnitř konkávní. Ramena kříže jsou pokryta modrým smaltem. Uprostřed kříže je kulatý červeně smaltovaný medailon s pozlacenou podobiznou Daniela Haličského a nápisem Данила Галицкий ve spodní části. Kříž je po obvodu lemován staroruským ornamentem. Zadní strana je hladká se sériovým číslem. Velikost odznaku je 45 mm.

Stuha z hedvábného moaré je světle červená. Pruh této barvy je široký 12 mm. Na něj z obou stran navazují proužky žluté barvy široké 1 mm a modré pruhy široké 7 mm.

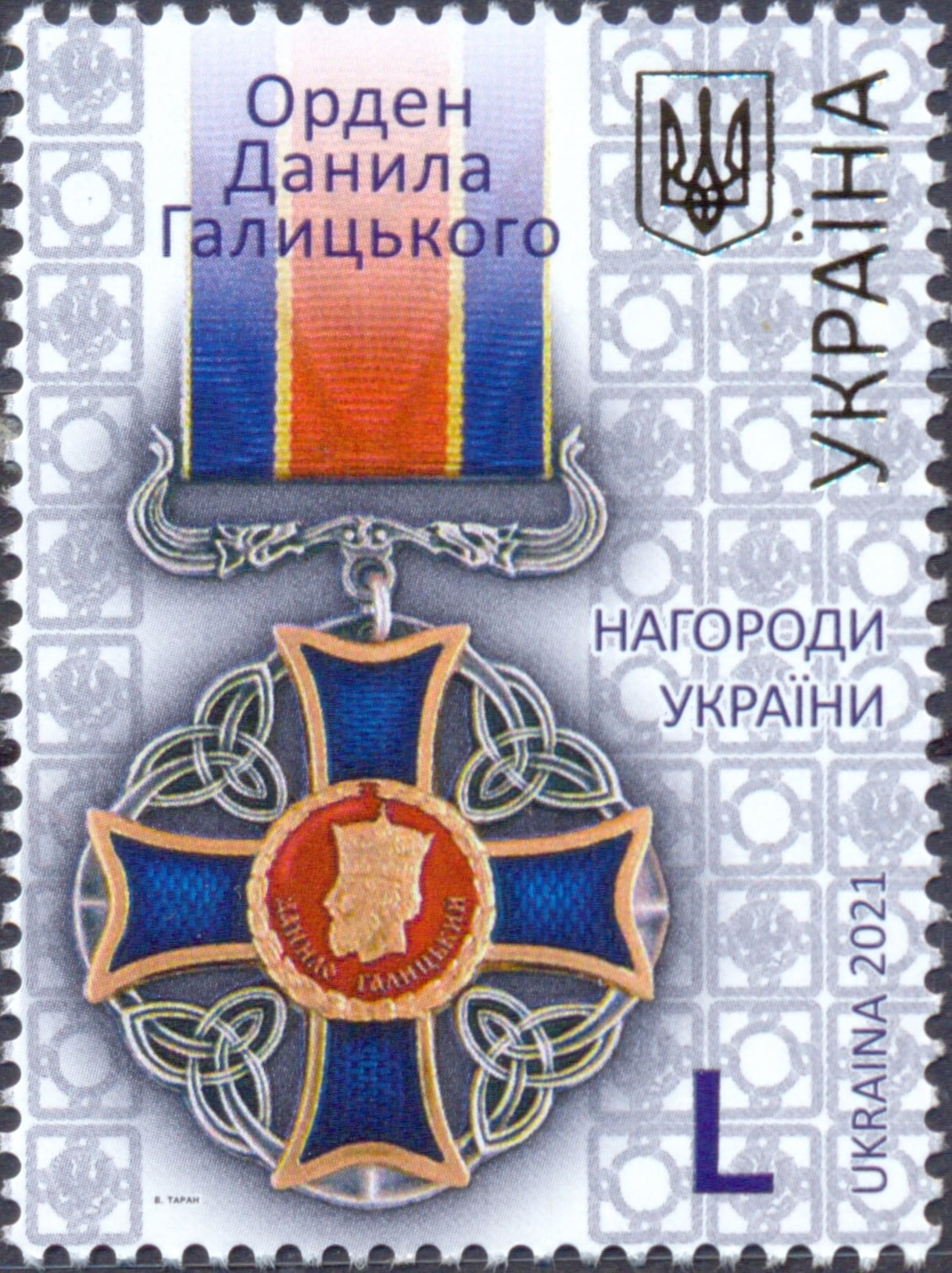
Řád Daniela Haličského na ukrajinské poštovní známce z roku 2021
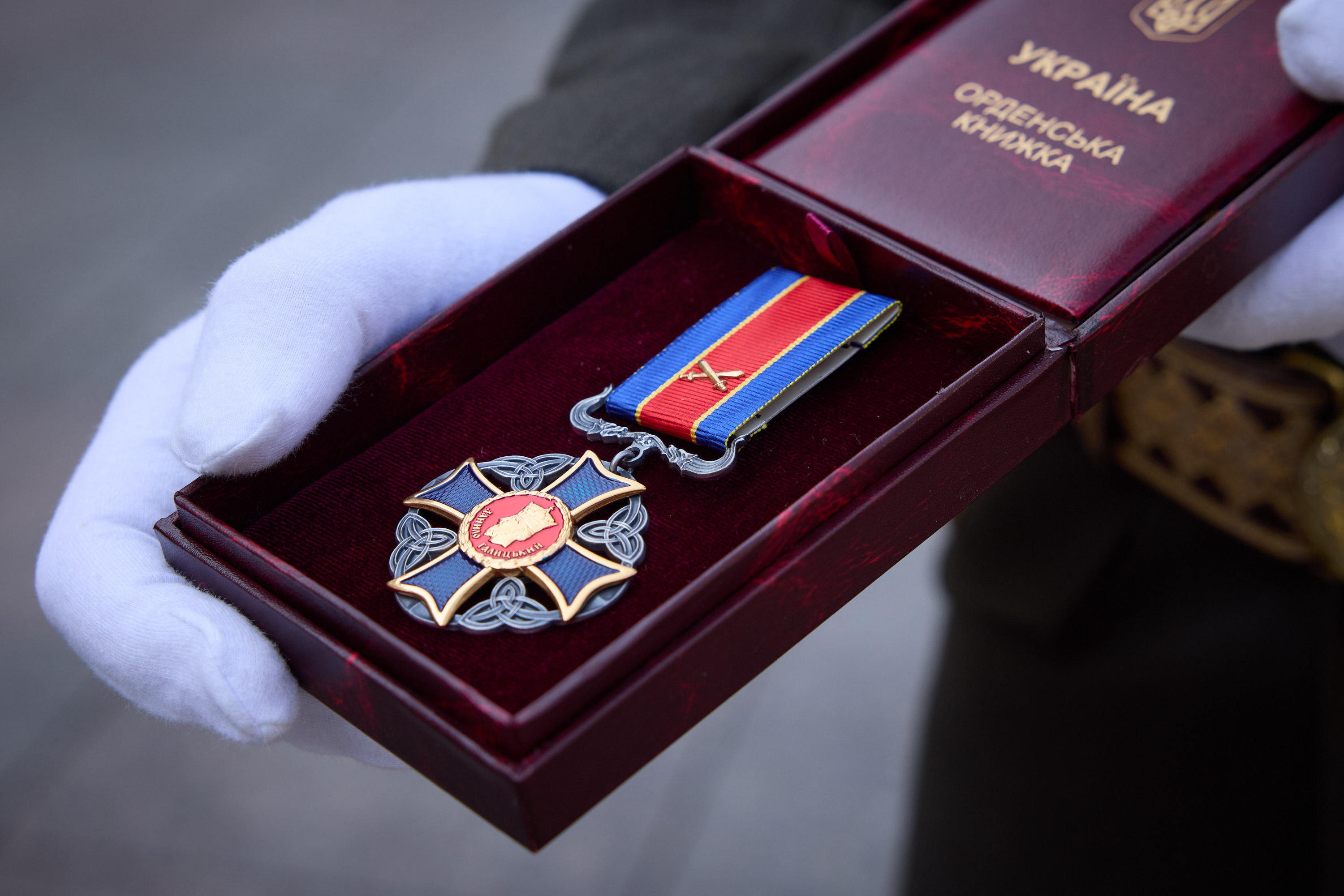
Vojenská verze řádu s meči